# 柏鄉之戰
柏鄉之戰是五代后梁开平四年（910年）十二月，河东晋王李存勖出援河北赵王王镕，晉梁兩軍于柏乡（今河北省柏乡县西南）作战。
后梁开平四年（910年）十一月，后梁太祖以宁国节度使王景仁充北面行营都指挥招讨使，潞州副招讨使韩勍为副，以李思安为先锋将，进军上党。十二月，梁太祖又欲攻打武顺军节度使赵王王镕，于是夺取深州、冀州并斩杀戍卒，命魏博军与王景仁、韩勍会合讨伐赵国及义武军节度使北平王王处直，王镕和王处直求救于河东节度使晋王李存勖。晋军进军到距王景仁屯兵的柏乡才五里处，在野河之北扎营，又遣胡骑逼近梁营驰射诟骂。韩勍、李思安等率步骑三万，分三路追杀，铠胄都披着缯绮，镂着金银，光彩炫耀，晋军望见后丧气。晋振武节度使周德威对马步军使李存璋说：“梁人志不在战，只是想耀兵罢了。不挫其锐，则吾军不振。”于是当着全军说：“那都是汴州天武军，屠宰卖酒、佣人商贩之辈，衣铠虽然光鲜，十个不能抵挡你们一个。擒获一人，就足以让自己富有，这是奇货，不可失。”亲自率一千余精骑攻击梁军两端，左驰右突，多次出入，俘获百余人，且战且退，杀到野河停住，梁军也退去。
乾化元年（911年）正月，周德威与别将史建瑭、李嗣源率精骑三千直逼梁军寨门诟骂，王景仁、韩勍怒，全军而出。梁军横亘数里，韩勍率精兵争相上前夺桥，武顺军和义武军的步兵抵御他们，渐渐力不能支，匡卫都指挥使李建及选了二百士兵持枪大喊，力战才打退梁军。李存勖登上高丘向下望，说：“梁兵争进而喧嚣，我兵严整而安静，我必胜。”战斗从巳时到午时，还是没有决出胜负，李存勖对周德威说自己想先登，让周德威后继。周德威叩马劝谏说：“观梁兵之势，可以劳逸制之，却不容易以力胜。他们离营三十余里，即使带着糗粮，也没空吃，太阳偏西之后，饥渴内迫，矢刃外交，士卒劳倦，必有退心。那时，我以精骑追杀，必大捷。现在则还不可。”李存勖才作罢。天晚了，梁军果然因为饥饿失去斗志，王景仁等引兵稍退，周德威就大喊：“梁兵跑了！”晋军大噪争进，梁军东阵的魏博、义成军先退，李嗣源又率众去梁军西阵鼓噪说东阵已经退了，梁军互相惊慌恐怖，于是大溃。李存璋引步兵追杀，喊道梁军也是自己人，父兄子弟运送军粮的不杀，于是梁军都脱下铠甲丢掉兵器，喊声震动天地。武顺军恨梁军屠杀深州、冀州戍卒，不顾抢夺，只顾追杀，梁军的龙骧、神捷两军精兵损失殆尽，从野河到柏乡僵尸蔽地。王景仁、韩勍、李思安率数十骑逃跑。晋军夜间杀到柏乡，梁军已逃走，丢弃粮食、资财、器械不可胜计，晋军共斩首二万级，李嗣源等追奔到邢州，河朔大震。保义节度使王檀开城接纳败兵，给他们钱粮让他们回归本镇。占领深、冀的梁将杜廷隐等闻讯也驱赶人口弃城而去。